# مارسلین (میزوری)
مارسلین (به انگلیسی: Marceline) یک شهر در ایالات متحده آمریکا است که در میزوری واقع شده‌است. مارسلین ۸٫۶۰ کیلومتر مربع مساحت و ۲٬۲۳۳ نفر جمعیت دارد و ۲۶۳ متر بالاتر از سطح دریا قرار دارد.